# Henry Grey, 10. Earl of Kent
Henry Grey, 10. Earl of Kent (* 24. November 1594; † 28. Mai 1651) war ein englischer Adliger.

## Leben
Grey war der älteste Sohn von Anthony Grey, 9. Earl of Kent, und Magdalene Purefoy.
In erster Ehe war er mit Maria Courteen, einer Tochter von Sir William Courteen, und in zweiter Ehe mit Annabel Benn, einer Tochter von Sir Anthony Benn, verheiratet. Das Ehepaar hatte zwei Kinder:
- Anthony Grey, 11. Earl of Kent (1645–1702)
- Elizabeth Grey († 1714).

Vom Langen Parlament wurde Grey 1646 zum Lord Lieutenant von Bedfordshire ernannt; dieses Amt hatte er bis zu seinem Tode inne. Ferner war er in seinen letzten Lebensjahren Mitglied des leitenden Gremiums des Parlaments, eines Vorläufers einer Regierung.
1643 erbte Grey beim Tode seines Vaters dessen Titel. Diese gingen bei seinem Tode auf seinen Sohn über.